# Ángel Bossio
Ángel Luis Bossio (Banfield, 5 maggio 1905 – Banfield, 31 agosto 1978) è stato un calciatore argentino, di ruolo portiere.
Fu soprannominato La maravilla elástica per la sua agilità e i suoi riflessi.

## Carriera

### Club
Bossio cominciò a giocare a calcio a quindici anni, nel 1920, col Banfield. Nel 1922 andò al Talleres e anni dopo al Progresista.
Nel 1924 tornò al Talleres, dove ebbe la sua consacrazione. Con la squadra nel 1935 ottenne la promozione in Primera División e nel 1930 raggiunse il 5º posto in classifica.
Andò al River Plate nel 1932, dove in 3 anni giocò 106 partite e vinse un campionato, lo stesso anno in cui arrivò alla squadra. Chiuse la sua carriera ritornando al Talleres, dove giocò un anno per poi ritirarsi, complice un vecchio infortunio al ginocchio sinistro.

### Nazionale
Bossio giocò con la Nazionale argentina per 5 anni, dal 1927 al 1935, in cui giocò in totale 21 incontri. Vinse con la nazionale la medaglia d'argento alle Olimpiadi di Amsterdam, il secondo posto al Campionato mondiale del 1930 in Uruguay e vinse la Copa América due volte, nel 1927 e nel 1929.

## Palmarès

### Club
- Campionato argentino: 1

River Plate: 1936

### Nazionale
- Campeonato Sudamericano de Football: 2

Perù 1927, Argentina 1929